# チザニジン
チザニジン（Tizanidine）は筋弛緩薬として用いられる医薬品の一つである。中枢α2-アドレナリン作動薬に分類される。多発性硬化症、ALS、痙直型両麻痺、背部痛、脊椎や中枢神経系の障害を原因とする痙攣、こむら返り、筋肉の強張りの治療に使用される。線維筋痛症の症状緩和にも用いられる。適応外使用として、片頭痛、不眠症、てんかんの治療にも使用される。商品名テルネリン。

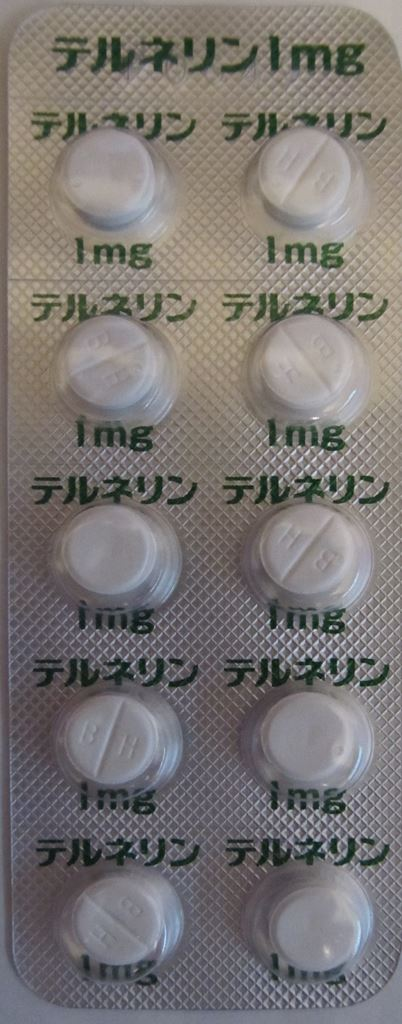
テルネリン錠

## 効能・効果
- 頸肩腕症候群、腰痛症 による筋緊張状態の改善
- 脳血管障害、痙性脊髄麻痺、頸部脊椎症、脳性（小児）麻痺、外傷後遺症（脊髄損傷、頭部外傷）、脊髄小脳変性症、多発性硬化症、筋萎縮性側索硬化症 による痙性麻痺

チザニジンはバクロフェンやジアゼパムよりも忍容性の高い抗痙攣薬として2008年に報告された。チザニジンの作用は強力で、2 mgの用量で低血圧を生じ得るので、起立性低血圧の既往を有する患者には注意が必要である。

## 禁忌
- フルボキサミンまたはシプロフロキサシンを投与中の患者
- 重篤な肝障害のある患者
- 製剤成分に対し過敏症の既往歴のある患者

## 副作用
重大な副作用は、ショック、急激な血圧低下、心不全、呼吸障害、肝炎、肝機能障害、黄疸である。
他に、眩暈、眠気、脱力感、神経過敏、幻覚、抑うつ、口渇、便秘、下痢、胃痛、胸焼け、筋肉の痙攣、腰痛、発疹、発汗、腕・脚・手・足のピリピリ感が副作用として発生する。
チザニジンは時に肝細胞型の肝障害を誘発する。臨床試験ではチザニジンを服用した患者の最大5 %に肝機能検査値異常が見られたが、服用を中止すると症状は消失した。チザニジンの初回投与時から6か月間は定期的に肝機能を検査する必要がある。

## 相互作用
チザニジンは中程度以上のCYP1A2阻害薬とは併用できない。フルボキサミンまたはシプロフロキサシンを使用中の患者で血中濃度のAUC（濃度-時間曲線下面積）がそれぞれ33倍、10倍に上昇する。モキシフロキサシン、レボフロキサシン、シプロフロキサシン等のフルオロキノロン系合成抗菌剤は、チザニジンとの併用で血中濃度が上昇するので避けるべきである。さらに、チザニジンは中枢抑制薬と相互作用する。飲酒で胃部不快感や胸焼けを誘発する。
チザニジンの分布容積は2.6Lである。